# Jiang Ning
Jiang Ning (chiń. trad. 姜寧; chiń. upr. 姜宁; pinyin Jiāng Nìng, ur. 1 września 1986 w Qingdao) – piłkarz chiński grający na pozycji bocznego pomocnika. Od 2015 roku jest zawodnikiem klubu Guangzhou R&F.

## Kariera klubowa
Swoją karierę piłkarską Jiang rozpoczął w klubie Qingdao Jonoon. W 2004 roku awansował do kadry pierwszej drużyny, a 16 maja 2004 zadebiutował w chińskiej Super League w zremisowanym 2:2 meczu z Interem Szanghaj, w którym zdobył gola. W Qingdao Jonoon grał do końca sezonu 2010.
W 2011 roku Jiang przeszedł do Guangzhou Evergrande. Swój debiut w nim zanotował 9 kwietnia 2011 w zremisowanym 1:1 wyjazdowym meczu z zespołem Shanghai Shenxin. Zarówno w 2011, jak i 2012 roku, wywalczył z Evergrande mistrzostwo Chin. W 2012 roku zdobył też Puchar Chin i Superpuchar Chin.
Na początku 2013 roku Jiang zmienił klub i został piłkarzem zespołu Guangzhou R&F. W 2016 przeszedł do Hebei China Fortune.
| Sezon | Klub                 | Kraj  | Rozgrywki    | Mecze | Bramki |
| ----- | -------------------- | ----- | ------------ | ----- | ------ |
| 2004  | Qingdao Jonoon       | Chiny | Super League | 17    | 1      |
| 2005  | Qingdao Jonoon       | Chiny | Super League | 17    | 6      |
| 2006  | Qingdao Jonoon       | Chiny | Super League | 27    | 7      |
| 2007  | Qingdao Jonoon       | Chiny | Super League | 27    | 7      |
| 2008  | Qingdao Jonoon       | Chiny | Super League | 24    | 4      |
| 2009  | Qingdao Jonoon       | Chiny | Super League | 29    | 9      |
| 2010  | Qingdao Jonoon       | Chiny | Super League | 8     | 1      |
| 2011  | Guangzhou Evergrande | Chiny | Super League | 21    | 4      |
| 2012  | Guangzhou Evergrande | Chiny | Super League | 15    | 4      |
| 2013  | Guangzhou R&F        | Chiny | Super League | 26    | 6      |
| 2014  | Guangzhou R&F        | Chiny | Super League | 22    | 7      |
| 2015  | Guangzhou R&F        | Chiny | Super League | 23    | 3      |
| 2016  | Hebei China Fortune  | Chiny | Super League |       |        |

## Kariera reprezentacyjna
W reprezentacji Chin Jiang zadebiutował 17 lutego 2008 roku w przegranym 2:3 towarzyskim meczu z Koreą Południową. W tym samym roku zagrał w kadrze U-23 na Igrzyskach Olimpijskich w Pekinie. W 2010 roku wywalczył z Chinami mistrzostwo Azji Wschodniej.